# Ballina, Mayo
Ballina (iriska: Béal an Átha) är en stad i grevskapet Mayo på nordvästra Irland. Ballina ligger vid vägen N26:s norra ände och staden har järnvägsförbindelse till Dublin. Den är belägen vid floden Moy, nära dess utlopp i Killala Bay. Tätorten (settlement) Ballina hade 10 171 invånare vid folkräkningen 2016.